# Live at the Royal Albert Hall (Don-Broco-Album)
Live at the Royal Albert Hall ist das erste Livealbum der englischen Rock-Band Don Broco. Das Album erschien am 24. November 2023 über SharpTone Records.

## Entstehung
Das Album wurde am 21. März 2022 in der Londoner Royal Albert Hall aufgezeichnet. Eine Woche lang spielten verschiedene Künstler wie Liam Gallagher oder Yungblud Konzerte in der Veranstaltungshalle, wobei Don Broco das erste spielten. Sämtliche Einnahmen der Konzerte wurden der Organisation Teenage Cancer Trust gespendet. Im Vorprogramm von Don Broco trat die Band Deaf Havana auf. Don Broco traten mit einem Orchester auf. Die Band spendet die Hälfte der Einnahmen aus dem Livealbum dem Teenage Cancer Trust.
Während des Konzertes spielten Don Broco jeweils fünf Lieder der Alben Amazing Things und Technology sowie zwei Titel des Albums Automatic. Vom Debütalbum Priorities wurde kein Lied gespielt.

## Titelliste
1. Come Out to LA – 5:00
2. Pretty – 4:09
3. Swimwear Season – 4:36
4. Everybody – 3:31
5. Further – 5:07
6. Technology – 3:44
7. Uber – 3:40
8. Nerve – 3:42
9. Easter Sunday – 3:26
10. Gumshield – 4:17
11. One True Prince – 4:05
12. T-Shirt Song – 4:41